# Un blanc perfecte
Un blanc perfecte (títol original: Gun Shy) és una pel·lícula estatunidenca dirigida per Eric Blakeney el 2000. Ha estat doblada al català.

## Argument
Charles Mayo és un dels millors agents de la DEA, infiltrant-se en els més grans grups mafiosos, sense mai deixar-se agafar. Però en el transcurs d'una de les seves missions, que ha acabat en massacre, és a punt de ser mort i això el marca, de manera que ha de seguir seguir sessions de psicoteràpia. Traumatitzat, ha de tanmateix complir una nova missió, on troba un truà psicòpata, Fulvio. Llavors ha de compartir la seva vida entra la seva psicoteràpia de grup, on fa amistat amb els altres membres, la seva recent relació amb Judy, una infermera, i la seva investigació.

## Repartiment
- Liam Neeson: Charles 'Charlie' Mayeaux
- Oliver Platt: Fulvio Nesstra
- José Zúñiga: Fidel Vaillar
- Michael DeLorenzo: Estuvio Clavo
- Andrew Lauer: Jason Cane
- Richard Schiff: Elliott
- Paul Ben-Victor: Howard
- Gregg Daniel: Jonathan
- Ben Weber: Mark
- Sandra Bullock: Judy Tipp
- Mary McCormack: Gloria Minetti Nesstra
- Michael Mantell: Dr. Jeff Bleckner
- Mitch Pileggi: Dexter Helvenshaw
- Louis Giambalvo: Lonny Ward
- Rick Peters: Bennett